# Olej konopny
Olej konopny – olej otrzymywany z nasion konopi siewnych. Ma zabarwienie zielono-brązowe i lekko gorzki, korzenno-orzechowy zapach i smak.
| Pochodzenie:                     | Europa |
| Skład:                           | zawiera 54% kwasu linolowego, 17% kwasu alfa-linolenowego, 4% kwasu gammalinolenowego, 13% kwasu oleinowego, 10% nasyconych kwasów tłuszczowych |
| Kategoria:                       | olej schnący |
| Ważność:                         | po otwarciu tylko 4 tygodnie (nawet przechowywany w lodówce nie przedłuży swej ważności) |
| Odporność na wysoką temperaturę: | nie ogrzewać |
| Zastosowanie                     | Stosuje się w przemyśle kosmetycznym jako dodatek do olejków do ciała lub do masażu, polecany dla skóry tłustej z trądzikiem, przy zapaleniach skórnych. Dobrze się rozprowadza i dosyć szybko wchłania. Wzmacnia odporność skóry. Z powodu bardzo krótkiej ważności nie powinno się go używać jako składnika do kosmetyków o dłuższej przydatności. Jeśli ma być stosowany jako olejek do ciała, poleca się go mieszać z innym olejem roślinnym (np. jojoba), co doda mu również stabilności i trwałości. |